# ديك باتلر
ديك باتلر (بالإنجليزية: Dick Butler)‏ (18 نوفمبر 1911 في المملكة المتحدة - 1 يونيو 1984 في المملكة المتحدة) هو لاعب كرة قدم بريطاني (وحمل سابقاً جنسية المملكة المتحدة لبريطانيا العظمى وأيرلندا) في مركز الدفاع. لعب مع برمنغهام سيتي ونادي كرو ألكساندرا.